# Cacolo
Cacolo ist eine Kleinstadt in Angola.

## Geschichte
Der Kreis Cacolo wurde am 23. Juni 1934 unter Portugiesischer Kolonialverwaltung geschaffen. Im Portugiesischen Kolonialkrieg (1961–1975) und im folgenden Bürgerkrieg in Angola (1975–2002) erlitt das Kreisgebiet starke Zerstörungen. Seit dem Friedensschluss 2002 und dem zunehmenden Wiederaufbau erholt sich Cacolo langsam.

## Verwaltung
Cacolo ist Sitz eines gleichnamigen Landkreises (Município) in der Provinz Lunda Sul. Der Kreis hat etwa 76.000 Einwohner (Schätzung 2012) auf einer Fläche von 13.834 km². Die Volkszählung 2014 soll fortan für gesicherte Bevölkerungsdaten sorgen.
Der Kreis Cacolo setzt sich aus vier Gemeinden (Comunas) zusammen:
- Alto Chicapa
- Cacolo
- Cucumbi
- Xassengue

## Söhne und Töchter der Stadt
- Zeferino Zeca Martins (* 1966), römisch-katholischer Ordensgeistlicher und Erzbischof von Huambo